# Turbinicarpus schmiedickeanus gracilis
La uñita o biznaga cono invertido delgada (Turbinicarpus schmiedickeanus subsp. gracilis)  es una especie fanerógama perteneciente a la familia Cactaceae. Es un cactus con un solo tallo, con forma de huevo, de hasta 3 cm de diámetro. Posee espinas delgadas y suaves. Las flores tienen forma de embudo angosto, de hasta 2 cm de longitud y 1.5 cm de diámetro, de color blanco, con una línea media en los pétalos de color verdoso a cereza. El fruto es globoso, de color castaño rojizo, las semillas miden 0.5 mm de diámetro, son de color negro. Es polinizada por insectos alados y por hormigas, se reproduce a través de semillas, las cuales son dispersadas por animales, el agua y el viento. Se reproduce varias veces durante su vida (estrategia de reproducción policárpica).

## Clasificación y descripción
Plantas simples. Tallo ovoide, de 1.5 a 3 cm de diámetro. Tubérculos de unos 7 mm de longitud y cerca de 1.8 mm de diámetro en el ápice y de 3 a 5 mm en la base, delgados, casi redondeados,  de color verde grisáceo. Espinas delgadas y papiráceas. Espinas radiales 1 a 3, en la porción inferior de la aréola, cortas, de 2 mm de longitud, blancas, deflexas, perpendiculares al eje del tubérculo. Espina central 1, más larga, de 18 a 23 mm de longitud y 1 mm de espesor, gris, erecta, flexible y curva. Flores angostamente infundibuliformes, de 2 cm de longitud y 1.5 cm de diámetro; segmentos exteriores del perianto blancos con la línea media desde castaño verdosa hasta de color cereza verdoso; segmentos interiores del perianto completamente blancos. Fruto pequeño, globoso. Semillas pequeñas, de 0.5 mm de diámetro, negras, finamente tuberculadas.

## Distribución
Esta especie es endémica de México, se distribuye en el estado de Nuevo León.

## Ambiente
Crece en sitios con vegetación de bosque templado de coníferas y latifoliadas (Quercus y Pinus), y matorral xerófilo (información obtenida para la especie con el nombre de Turbinicarpus schmiedickeanus var. gracilis, que es uno de los sinónimos de la especie). en terrenos rocosos

## Estado de conservación
La especie se encuentra listada en la NOM-059-SEMARNAT-2010 en la categoría En Peligro de Extinción (P), y en la Unión Internacional para la Conservación de la Naturaleza aparece bajo la categoría de Casi Amenazada (NT) (Near threatened), sin embargo, la IUCN reconoce doce especies de Turbinicarpus schmiedickeanus: la nominal y las subespecies andersonii, bonatzii, dickinsoniae, flaviflorus, gracilis, jauernigii, klinkerianus, machrochele, rioverdensis, rubriflorus y schwarzii. Ninguna subespecie se evaluó por separado en 2013, por lo que la categoría de riesgo es para todas las subespecies, agrupadas bajo el nombre de Turbinicarpus schmiedickeanus. Este género se incluye en el Apéndice I de la CITES. Y al ser una especie amenazada en México, su manejo se halla regulado bajo el Código Penal Federal, la Ley General del Equilibrio Ecológico y Protección al Ambiente, y la Ley General de Vida Silvestre.

## Usos
Ornamental 